# Farid Gayibov
Farid Fazil oglu Gayibov (en azerí: Fərid Fazil oğlu Qayıbov; Bakú, 24 de abril de 1979) es Ministro de Juventud y Deportes de la República de Azerbaiyán y vicepresidente del Comité Olímpico Nacional de Azerbaiyán desde 2021. También se desempeñó como presidente de la Unión Europea de Gimnasia desde 2017, miembro del Comité Ejecutivo de la Federación Internacional de Gimnasia y presidente del Comité Intergubernamental para la Educación Física y el Deporte de la Unesco desde 2022.

## Biografía
Farid Gayibov nació el 24 de abril de 1979 en la ciudad de Bakú de Azerbaiyán. En 1995 se graduó de la escuela secundaria número 1 en Bakú. En el mismo año fue admitido en la Facultad de Organización Empresarial y Gestión en la Universidad Estatal Económica de Azerbaiyán. En 1999 obtuvo una licenciatura en Administración de Empresas y en 2001 obtuvo una maestría en el mismo campo.
En 2014 recibió el título académico de Candidato en Ciencias Pedagógicas de la Universidad Estatal Nacional de Educación Física, Deporte y Salud Lesgaft en la ciudad de San Petersburgo de  Rusia.
Farid Gayibov está casado y tiene dos hijos y una hija.

## Actividad

### Actividad en el campo petrolero
Desde 2000 hasta 2001 trabajó en el almacén de la Compañía Estatal Petrolífera de la República de Azerbaiyán en el Departamento de Producción de Petróleo y Gas "Balakhanineft". Entre 2001 y 2003 se desempeñó como economista en el Departamento de Planificación del Departamento de Producción de Petróleo y Gas "Balakhanineft" de SOCAR.

### Actividad en el campo del deporte
De 2003 a 2005 ocupó el cargo de gerente de deportes y logística en la Federación de Gimnasia de Azerbaiyán, contribuyendo activamente a la organización de 3 Copas del Mundo de Gimnasia Rítmica (2003, 2004, 2005), los comités organizadores locales de la 27ª Copa del Mundo (2005) y el Curso Internacional de Jueces (2007) en Gimnasia Artística celebrados en Bakú.
Entre 2005 y 2006 Farid Gayibov fue el Gerente General en la Federación de Gimnasia de Azerbaiyán y en 2006 fue elegido Secretario General de la Federación durante la conferencia de elección. Entre 2006 y 2009, y entre 2013 y 2014 se desempeñó como director ejecutivo de los comités organizadores locales de tres eventos de Gimnasia Europea (2007, 2009, 2014) celebrados en Bakú. En 2008 se convirtió en miembro del consejo de la Federación Internacional de Gimnasia para el período olímpico entre 2008 y 2012 durante el 77º Congreso de la Federación celebrado en la ciudad de Helsinki de Finlandia.
El 25 de diciembre de 2010, Farid Gayibov fue reelegido como Secretario General de la Federación de Gimnasia de Azerbaiyán y se convirtió en miembro del consejo de la Federación Internacional de Gimnasia en el 79º Congreso de la FIG en 2012 celebrado en la ciudad de Cancún de México. En 2013 se convirtió en Vicepresidente de la Unión Europea de Gimnasia en el 25º congreso de la unión celebrado en la ciudad de Portorož de Eslovenia. Farid Gayibov permaneció como miembro del Comité Olímpico Nacional de Azerbaiyán  desde 2013 hasta 2021.
De 2013 a 2014 organizó cursos de entrenamiento para la Academia de la FIG y de 2014 a 2015 presidió el Comité Ejecutivo del Comité Organizador Local del Campeonato Abierto Conjunto de Azerbaiyán en 6 disciplinas de gimnasia para los Juegos Europeos de 2015. También trabajó como consultor para competencias de gimnasia dentro del evento inaugural entre 2014 y 2015.
El 24 de diciembre de 2015, durante la reunión del Comité Ejecutivo de la AGF, fue reelegido en el cargo de Secretario General de la federación. En los años 2015-2016, en Bakú, ocupó el cargo de Director Ejecutivo de los comités organizadores locales de la Copa del Mundo de la FIG (celebrada en 2016 y 2017) en Gimnasia artística, Copa Mundial de la FIG en Gimnasia rítmica y Copa del Mundo de la FIG en Gimnasia en trampolín. Ocupó el cargo de Director Ejecutivo de los comités organizadores locales de competencias de gimnasia dentro del marco de los Cursos de Jueces Continental de Gimnasia Aeróbica y Gimnasia Acrobática de la FIG, Cursos de Jueces Internacionales de Gimnasia Artística Masculina (2017), Congreso de la FIG (2017) y los 4º Juegos Islámicos de Solidaridad (2017).
Farid Gayibov ha sido participante de los congresos de la Unión Europea de Gimnasia y la FIG, miembro de la delegación representante de los Juegos Olímpicos (Juegos Olímpicos de Pekín 2008, Juegos Olímpicos de Londres 2012 y Juegos Olímpicos de Río de Janeiro 2016), jefe de las delegaciones representativas para diversas disciplinas gimnásticas en Campeonatos Europeos y Mundiales. De 2014 a 2017, se desempeñó como Presidente de la Brigada de Jueces de Apelación en los Campeonatos Europeos de disciplinas gimnásticas (por nombramiento). En 2016-2017, ocupó el cargo de Director Ejecutivo en los comités organizadores locales de cursos intercontinentales e internacionales de jueces (2017), Congreso de la FIG (2017) y competencias de gimnasia durante los 4º Juegos Islámicos de Solidaridad (2017).
El 1 y 2 de diciembre de 2017 Farid Gayibov fue elegido como Presidente de la Unión Europea de Gimnasia (UEG) durante el 27º Congreso celebrado en la ciudad de Split de  Croacia. Su elección como presidente llevó a su renuncia al cargo de Secretario General de la Federación. Desde 2018 ha sido el presidente en funciones de la UEG y ha sido miembro del Comité Ejecutivo de la Federación Internacional de Gimnasia. Como Presidente de Gimnasia Europea, lidera el Consejo del Presidente, el Comité Ejecutivo y la Asamblea General de la organización, representando a Gimnasia Europea dentro del Comité Ejecutivo de la Federación Internacional de Gimnasia. Como miembro del Comité Ejecutivo de la Federación Internacional de Gimnasia, también se desempeñó como miembro de la Brigada de Jueces de Apelación para eventos de gimnasia durante los Juegos Olímpicos de Tokio 2020.
El 7 de septiembre de 2021, según el decreto del Presidente de la República de Azerbaiyán, Farid Gayibov fue nombrado como Ministro de Juventud y Deportes de la República de Azerbaiyán. En el mismo año, fue elegido como Vicepresidente del Comité Olímpico Nacional de Azerbaiyán. En 2022, fue elegido como presidente del Comité Intergubernamental de Educación Física y Deporte durante la sesión extraordinaria del comité en la sede de la UNESCO. En diciembre de 2022, fue reelegido Presidente de la Gimnasia Europea en el 29º Congreso de Gimnasia Europea en la ciudad de Albufeira de Portugal.
En 2022 Farid Gayibov participó en el 5º Foro de Etnodeporte celebrado en Bakú, así como en la Cumbre de Jóvenes del Movimiento de Países No Alineados y presidió la 3ª sesión del Consejo Permanente de Ministros de Juventud y Deportes de la Organización para la Cooperación Islámica. El 7 de febrero de 2023, por decreto del Presidente de la República de Azerbaiyán, fue nombrado miembro del Comité Organizador del 74º Congreso Internacional de Astronáutica celebrado en Bakú. Además, el 11 de marzo de 2023, fue designado como Presidente del Comité Organizador de la 7ª Conferencia Internacional de Ministros y Altos Funcionarios Responsables de la Educación Física y el Deporte (MINEPS VII) por decreto presidencial. Presidió la conferencia del 26 al 29 de junio de 2023.